# Tunnel von San Adrián

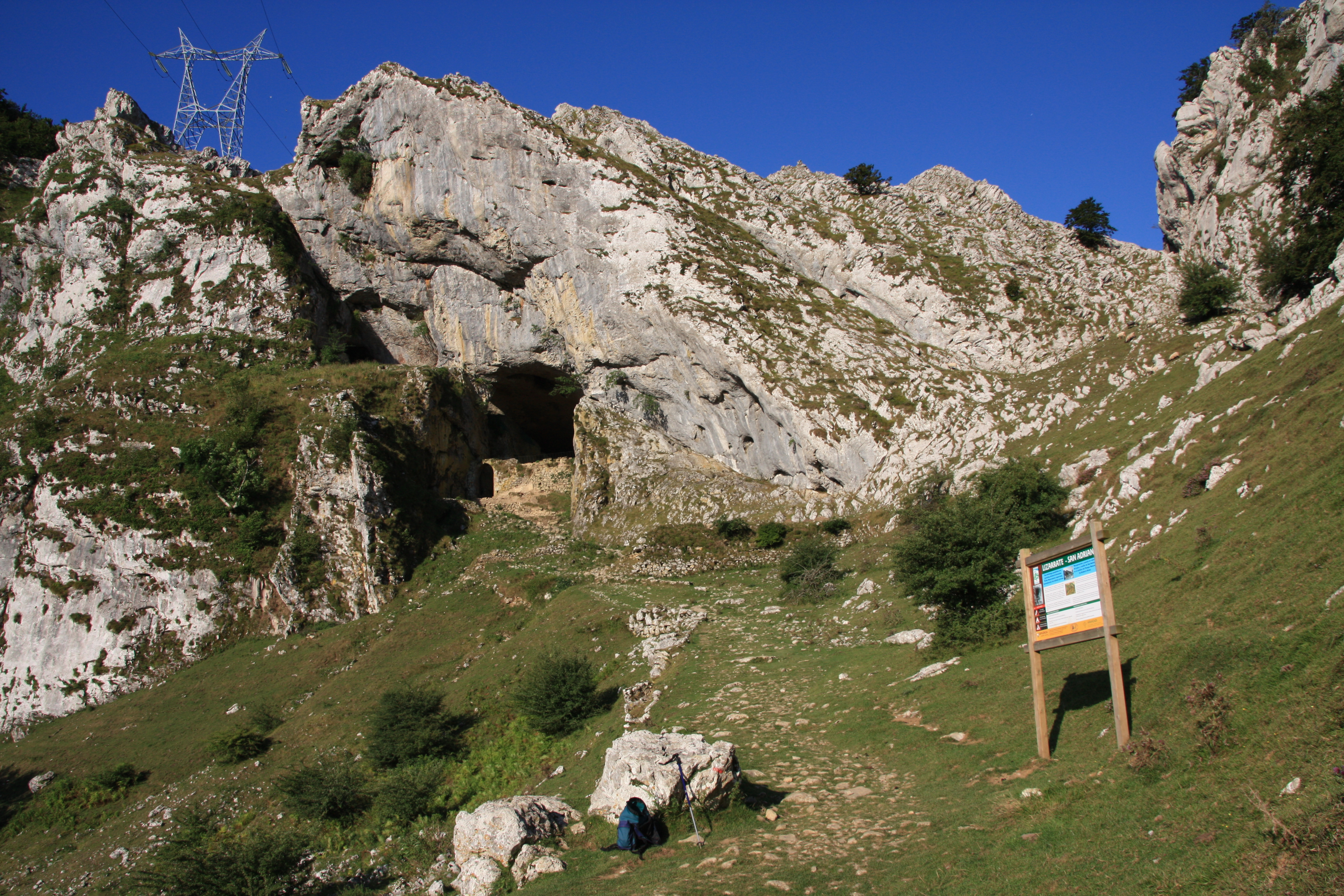
San Adrián Tunnel

Der etwa 700 Jahre alte und 57 Meter lange Tunnel von San Adrián (spanisch Túnel de San Adrián – auch als Lizarrate-Pass bekannt) liegt auf der 23 Kilometer langen Strecke zwischen Segura und Salvatierra im Südwesten der Provinz Gipuzkoa in Spanien.
Der Tunnel und die Straße von San Adrián sind die bedeutendsten Punkte des alten Camino Real (Königsweg) und heute einer der bekanntesten Wanderwege der Region. Der Tunnel ist die Erweiterung eines natürlichen Felsdurchbruchs am Pass zwischen Aizkorri und Aratz. Der Eingang befindet sich auf 1000 Metern Höhe.
Die Straße aus dem 11. Jahrhundert erlebte im 13. Jahrhundert starken Verkehr, als Segura (in der Provinz Guipúzcoa) der kastilischen Krone unterstellt war und San Adrián und das Tal des Oria die Hauptroute zwischen Kastilien und den anderen europäischen Königreichen bildete. Zu dieser Zeit wurden eine Kapelle, eine Mauer und ein Gasthaus im Tunnel errichtet. Der untere Eingang wurde vergrößert, um den Durchgang zu erleichtern. Der gotische Bogen am Eingang diente als Zollstation. Der gesamte Komplex wurde von Wachen geschützt.

## Beleg
1. ↑  Túnel de San Adrián, in:  Auñamendi Eusko Entziklopedia.

Koordinaten: 42° 56′ 7″ N, 2° 18′ 55″ W